# Полузащитник
Полузащитник  във футбола, наричан също халф, е играч, който заема позиция пред защитниците и зад нападателите. Ролята на полузащитниците е да свързват нападателите и защитниците. Полузащитниците са с различни роли на терена, като те могат да са с предимно офанзивни или дефанзивни функции. Позициите, на които се делят, са: централни полузащитници, офанзивни (атакуващи) полузащитници, дефанзивни полузащитници и крила. Броят на полузащитниците по време на мач може да се променя вследствие на тактическата постройка.
Завършените полузащитници притежават уменията освен да подават успешно топката и да я контролират, също така да притежават отлична издръжливост и уменията на защитници и нападатели. Чрез тях могат да отнемат топката от притежанието на противниковия отбор, да разбият неговата атака още в началото и, да асистират или отбележат гол. 

## Централен полузащитник
Централният полузащитник (ЦП) изпълнява множество роли на терена, като може би най-важната от тях е организирането на играта в атака. По принцип те оперират най-често в зоната на центъра на футболното игрище. До голяма степен от качеството на централните полузащитници се определя и класата на целия им отбор.

### Дефанзивен полузащитник
Дефанзивният полузащитник (Деф П) или опорен/поддържащ полузащитник се намира между защитата и халфовата линия. Това е една от най-новите роли в модерния футбол, като често е свързвана с развитието на либерото.

### Офанзивен полузащитник
Офанзивен полузащитник (ОП) се разпололага пред централните халфове и зад нападателите. Както се вижда от неговото наименование, главната задача на офанзивният полузащитник са нападателните действия. Главните умения, които трябва да притежават, са контрол на топката, точно подаване, усещане за движението на съотборниците и противниците. Офанзивните полузащитници, също наричани плеймейкъри, трябва да създават и бележат голове.

## Крило
Крилото или външният полузащитник се намира вляво и дясно на централните халфове (ЛК, ДК, ЛП, ДП). Атакуващи играчи, от тях не се изисквало да помагат в защита, но с развитието на модерния футбол от тях започва да се изисква освен офанзивни действия и подпомагане на защитниците. В основните задължения на крилото са: предоставяне на центрирания към нападателите пред противниковото поле, скорост, умели подавания, контрол над топката. От модерните крила се изисква също така да умеят да играят и на двата фланга. По принцип играещите предимно с десен крак се разполагат вдясно, а предпочитащите левия – вляво, но треньорите на много отбори изискват от крилата си да играят на противоположния фланг. Така играещ с левия крак играч, като Лионел Меси или Ариен Робен, се разполага вдясно, като така са предоставя по-лесна възможност за пробив към централната част и обстрел на противниковата врата.